# Pauline Newsome
Pauline Newsome, de soltera Hinné, (Alemania, 1825-1904) fue una artista ecuestre y empresaria de circo británica.

## Trayectoria
Era hija del jinete alemán Hinné. Fue una amazona de fama internacional. En 1844, abandonó Alemania para trasladarse a Gran Bretaña, donde trabajó en el Circo de Phillip Astley.
En 1846, se casó con el artista ecuestre y propietario de circo James Newsome (1824-1912) y ambos actuaban a menudo como jinetes y dirigieron su propio circo. Durante un tiempo, también dirigieron cuatro compañías circenses en Gran Bretaña de gran importancia hasta 1889. Sus espectáculos fueron una las principales atracciones de su circo.